# Jhon Pérez
Jhon Pérez (4 luglio 1986) è uno schermidore venezuelano.

## Palmarès
In carriera ha conseguito i seguenti risultati:
- Giochi Panamericani:

Guadalajara 2011: bronzo nella spada a squadre.